# Одесакондитер
«Одесакондитер» — підприємство кондитерської галузі харчової промисловості, засноване 1820 року в Одесі.

## Історія

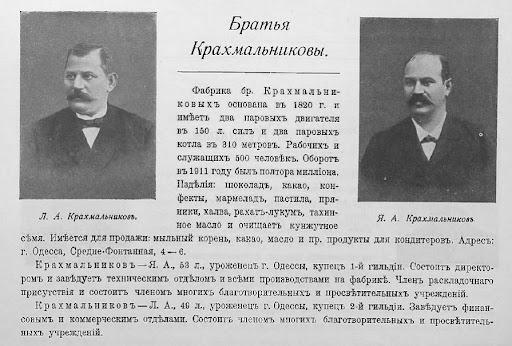
Брати Крахмальникові

З 1820 року починає своє існування в місті Одесі перша на півдні країни кондитерська фабрика. Засновниками її були брати Лев Абрамович (купець II гільдії) та Яків Абрамович (купець І гільдії) Крохмальникові. Спочатку вона базувалася на вулиці Малій Арнаутській та на нинішній вулиці Богдана Хмельницького. Початкова назва була «Торговий будинок „Братів Крохмальникових“». На фабриці було введено 10-годинний (а пізніше — 9-годинний) робочий день, за здоров'ям персоналу стежив штатний лікар, і у разі хвороби, робітникам виплачувались лікарняні гроші.
Крім пряників та англійських бісквітів, фабрика виробляла безліч інших солодощів, наприклад: мармелад, монпансьє, драже, карамель, подушечки в цукрі та шоколад.
А ось до кінця 1890-х років фабрика розпочинає випуск халви, рахат-лукуму, а також продає високоякісну сировину для кондитерського виробництва.

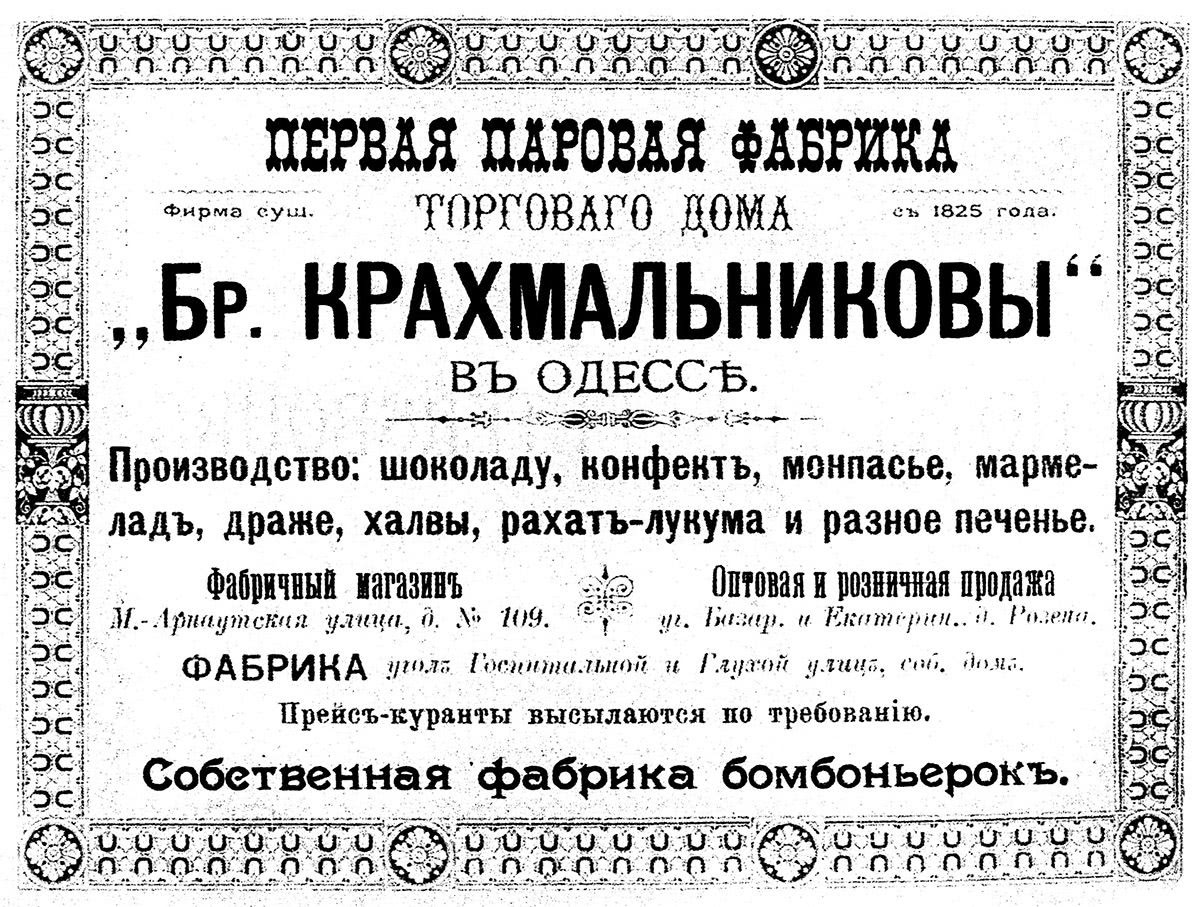
Реклама фабрики

На початку XX століття фабрика перебирається на вулицю Водопровідну. Ласощі стали шалено популярними в Одесі та за її межами, завдяки неймовірному смаку та високій якості. Бо вони використовували виключно цукор-рафінад вищого ґатунку та натуральні соки з різних фруктів та ягід. З ініціативи творців фабрики ще 1900 року у центрі міста було встановлено автоматичні апарати для продажу цукерок.
1918 року фабрика була націоналізована і стала називатися «Першою державною кондитерською фабрикою». У 1922 році фабриці присвоєно ім'я Рози Люксембург.
Перед війною тут почали випускати оборонну продукцію, а 1941 року, коли цей факт став відомим, керівництво приймає рішення, внаслідок якого обладнання фабрики демонтують і евакуюють до Новосибірська, але в 1945 році роботу фабрики в Одесі було відновлено. 
У 1950 році випуск продукції досяг 12 017 т (цукерки «Одеські», «Біла акація», «Рушничок», «Тарас Бульба», «Садок вишневий», «Метеорит», «Пушкінський платан» тощо). Пам'ять про тодішню продукцію одеського заводу було увічнено в одному з творів Костянтина Паустовського. Письменник згадував, як куштував в Одесі цукерки «Морські камінці» із родзинками всередині.
1994 рік — на базі Одеського виробничого об'єднання кондитерської промисловості організовані закриті акціонерні товариства «Одеса» та «Торговий дім „Люксембурзький“».
Восени 2017 року на території фабрики сталася пожежа без потерпілих.
Підприємство було розташовано в 3-му Водопровідному провулку, буд. 9, і називалося закрите акціонерне товариство «Одесакондитер».
Станом на 2021 рік припинило виробничу діяльність, а ЗАТ «Торговий дім „Люксембурзький“» знаходиться в стані припинення згідно із судовим рішенням про визнання банкрутом і відкриття ліквідаційної процедури.

## Продукція
Завод випускав понад 300 найменувань кондитерських виробів — вафлі, печиво, карамель, цукерки, зефір, мармелад, драже, торти тощо. Використовувались, серед іншого, торговельні марки Люкс, Одеса-Люкс, Розалюкс. Постійно функціонувало сім виробничих цехів. Найцікавіше відбувалося в цеху вищих сортів — там робили найдорожчі та найсмачніші цукерки. Головні люди на виробництві — ті, що відповідають за приготування шоколадного тіста. Їх називають шоколатьє. Продукція успішно експортувалась за кордон — до Америки, Ізраїлю, Литви, Латвії, Чехії, Німеччині, Монголії, Казахстану, Узбекистану та інші країни.

## Упаковка
Упаковка займала особливе та дуже важливе місце. Під різного роду драже використовували металеві коробочки. А фантики для цукерок були особливим видом мистецтва у стилі модерн.

## Фірмовий магазин
Магазин «Золотий ключик» був дуже популярним й улюбленим. Його називали візитівкою фабрики. Перше його місцезнаходження було на вулиці Дерибасівській, буд. 29. Говорили, що там була справжня чарівна атмосфера, а повітря було напитано неймовірним запахом. На початку 2000-х, після початку реконструкції в готелі «Велика Московська», магазин переїхав у приміщення біля Привозу, за адресою: вулиця Пантелеймонівська, буд. 3. У 2019 році магазин остаточно закрили.